# UCI BMX Team
БМХ велокоманда (англ. UCI BMX Team) — это велосипедная команда, зарегистрированная в Международном союзе велосипедистов (UCI) для участия в БМХ соревнованиях. Данный тип команд появился в сезоне 2017 года.

## Состав и национальность
UCI BMX Team состоит из состоит из платёжного агента ответственного за выплаты, представителя команды, спонсоров, велогонщиков и других сотрудников команды (менеджер, спортивный директор, тренер, спортивный врач, соньёр, веломеханик и так далее). До двух спонсоров имеют статус главного партнёра.
Название UCI BMX Team - это название или бренд одного или обоих основных партнёров. Название команды может меняться, особенно при смене спонсора или платежного агента. Таким образом, название команды может изменяется со сменой спонсоров, а также полностью или частично может стать частью названия другой команды.
Гражданство UCI BMX Team определяется гражданством её платёжного агента.

## Лицензирование
Лицензирование проводится ежегодно (выдаётся на год) в UCI.

## Велогонщики
БМХ команда должна состоять минимум из 2, а максимум из 10 гонщиков. В состав также могут входить велогонщики, являющиеся членами велокоманд по другим дисциплинам.

## Участие в гонках
В правилах ICU предусмотрены условия участия БМХ велокоманд в различных соревнованиях UCI International BMX calendar.